# 尼加拉瓜棒球代表隊
尼加拉瓜棒球代表隊為代表尼加拉瓜參加國際棒球賽事的國家代表隊。

## 發展概況
棒球是尼加拉瓜最受歡迎的運動，雖然現在的整體實力尚無法和拉丁美洲的傳統棒球強權如古巴、多明尼加相提並論，但尼加拉瓜也曾出產過數名出色的美國職棒大聯盟球員，其中最著名的是投手丹尼斯·馬丁尼茲，他是第一名在大聯盟投出完全比賽的拉丁裔球員。尼加拉瓜在世界盃棒球賽上擁有悠久的歷史，曾參與30次世界杯並5度承辦，共獲得5次亞軍與5次季軍。在中美洲運動會棒球比賽中則為常勝軍，在10屆的比賽中7度獲得金牌。
尼加拉瓜在2023年世界棒球經典賽資格賽中首次獲得會內賽參賽資格，在同分組擁有多明尼加、委內瑞拉、波多黎各等傳統強權的情況下，以0勝4敗於小組墊底。
2026年世界棒球經典賽資格賽中，尼加拉瓜於第1組小組賽面對南非、西班牙、中華台北（臺灣）三戰全勝獲得第1組第一，連續兩屆晉級會內賽。

## 國際賽成績

### 世界棒球經典賽
| 會內賽    | 會內賽    | 會內賽    | 會內賽 | 會內賽 | 會內賽 | 會內賽 |        | 資格賽 | 資格賽 | 資格賽 | 資格賽 |
| 年份      | 輪        | 名次      | 勝     | 負     | 得分   | 失分   | 勝     | 負     | 得分   | 失分   |        |
| --------- | --------- | --------- | ------ | ------ | ------ | ------ | ------ | ------ | ------ | ------ | ------ |
| 2006      | 未參加    | 未參加    | 未參加 | 未參加 | 未參加 | 未參加 | 未舉行 | 未舉行 | 未舉行 | 未舉行 |        |
| 2009      | 未參加    | 未參加    | 未參加 | 未參加 | 未參加 | 未參加 | 未舉行 | 未舉行 | 未舉行 | 未舉行 |        |
| 2013      | 未晉級    | 未晉級    | 未晉級 | 未晉級 | 未晉級 | 未晉級 | 0      | 2      | 3      | 14     |        |
| 2017      | 未晉級    | 未晉級    | 未晉級 | 未晉級 | 未晉級 | 未晉級 | 2      | 2      | 13     | 33     |        |
| 2023      | 第一輪    | 19        | 0      | 4      | 4      | 22     | 3      | 1      | 22     | 10     |        |
| 2026      |           |           |        |        |        |        | 3      | 0      | 10     | 2      |        |
| 總計：2/6 | 總計：2/6 | 總計：2/6 | 0      | 4      | 4      | 22     | 8      | 5      | 48     | 59     |        |